# Бизнес и право
„Бизнес и право“ е българско научно списание, издание на Юридическия факултет на Университета за национално и световно стопанство.

## Профил
Списанието е форум за публикации по проблемите на правната уредба на предприемачеството (бизнеса) в най-широк смисъл на думата. Това включва търговското, финансовото, данъчното законодателство, административно регулиране и административен надзор върху дейността на обособени категории търговци – банки, застрахователи, осигурителни дружества, дружества, действащи на капиталовия пазар, валутния пазар, оръжейния пазар, конкурентното законодателство, законодателството за защита на потребителите, законодателството в областта на интелектуалната собственост, правните режими на приватизацията, обществените поръчки, концесиите. В това число влиза и конституционното право, наказателното право, трудовото и осигурителното законодателство, международното право в частта си, засягаща бизнеса.

## Редакция
Редакционната колегия се състои от проф. д-р Валери Димитров – главен редактор, проф. д.ю.н. Ангел Калайджиев, проф. д-р Дарина Зиновиева, проф. д-р Габриела Белова и доц. д-р Константин Танев – научен секретар.